# Adam Eriksson (cầu thủ bóng đá, sinh 1990)
Adam Eriksson (sinh ngày 13 tháng 7 năm 1990) là một cầu thủ bóng đá người Thụy Điển thi đấu cho Helsingborgs IF ở vị trí hậu vệ. Anh ký hợp đồng với câu lạc bộ từ Falkenbergs FF trước khi mùa giải 2016 khởi tranh.